# Fran Ramovš
Fran Ramovš [frán ramôu̯š], slovenski jezikoslovec, narečjeslovec in imenoslovec, * 14. september 1890, Ljubljana, † 16. september 1952, Ljubljana.

## Življenje
Rodil se je očetu strojevodji Francu in materi Mariji (Tomšič).
Ramovš je študiral na Dunaju in v Gradcu. 
Na Filozofski fakulteti v Ljubljani je bil ob ustanovitvi 1919 imenovan za enega izmed prvih štirih profesorjev in imel 3. decembra 1919 prvo predavanje o slovenščini na tedaj novoustanovljeni Univerzi v Ljubljani, kar danes univerza praznuje kot svoj praznik. Bil je redni profesor slovenskega jezika in fonetike (sprva je bil habilitiran tudi za področje indoevropskega jezikoslovja), 1926/27 dekan Filozofske fakultete in 1934/35 rektor Univerze v Ljubljani (s tega položaja odstopil, ker njegov predlog o ustanovitvi SAZU ni bil sprejet). Od ustanovitve 1921 je bil tudi tajnik Znanstvenega društva za humanistične vede v Ljubljani. Bil je soustanovitelj in 1938 med prvimi imenovanimi člani AZU v Ljubljani, kasnejše SAZU, kot glavni tajnik te ustanove od leta 1942 do 1950 je bistveno pripomogel k njeni povojni organizaciji, nato pa je bil do svoje smrti 1952 njen 4. predsednik. Leta 1950 je prejel Prešernovo nagrado za svoje znanstveno in znanstveno organizacijsko delo pri Slovenskem pravopisu. Po njem se imenuje Inštitut za slovenski jezik Frana Ramovša ZRC SAZU, ki ga je ustanovil in vodil od leta 1945. Bil je glavni urednik Časopisa za slovenski jezik, književnost in zgodovino (1918-28), urednik Razprav Znanstvenega društva za humanistične vede (1923-30), Letopisa SAZU (1943-50), sourednik Južnoslovanskega filologa itd.
Bil je častni član Slavističnega društva Slovenije, pa tudi dopisni član JAZU v Zagrebu (1926), beograjske SANU (1929), Slovanskega inštituta v Pragi (1929) ter poljske akademije (PAU) v Krakovu (1935).

## Družina
Fran Ramovš je bil oče slovenskega skladatelja Primoža Ramovša.

## Izbrana dela
- Historična gramatika slovenskega jezika
  - II, Konzonantizem (1924),
  - VII, Dialekti (1935),
- Slovenski pravopis, skupaj z Antonom Breznikom (1935),
- Kratka zgodovina slovenskega jezika (1936),
- O pomembnosti nekaterih pojavov v slovenskih narečjih na Koroškem (1946),
- Morfologija slovenskega jezika (1952).